# Friona recalx
Friona recalx là một loài tò vò trong họ Ichneumonidae.